# Erwin Halletz
Erwin Halletz (né le 12 juillet 1923 à Vienne, mort le 27 octobre 2008 dans la même ville) est un compositeur, arrangeur et chef d'orchestre autrichien, aussi bien pour des chansons que pour des musiques de film.

## Biographie
Il reçoit ses premiers cours de violon à 6 ans et son premier diplôme à 12. En 1937, il rentre à l'académie de musique et des arts du spectacle de Vienne, où il étudie, entre autres, la clarinette auprès de Leopold Wlach. Après de premières apparitions dans les bars, il fait son service militaire dans la fanfare, jouant à côté de Peter Kreuder ainsi que dans le grand orchestre de danse dirigé par Kurt Graunke (de) jusqu'à peu avant la guerre.
En avril 1945, Halletz intègre l'orchestre monté par le commandement soviétique. En 1946, il est le premier violon de l'Orchestre de Danse de Vienne dirigé par Horst Winter, pour qui il travaille comme arrangeur et écrit ses premières compositions. Il est aussi saxophoniste et chanteur. À partir de 1950, il prend la direction de cet orchestre, participe à de grandes tournées internationales et fait beaucoup d'enregistrements. En 1953, il compose sa première musique de film ; il en écrira plus d'une centaine.
En 1961, il est invité à Monaco puis devient l'arrangeur et le compositeur du Monte Carlo Light Symphony Orchestra pendant 41 ans. En 1979, il est le directeur musical du Eistheater Berlin.
En 1950, il fait la connaissance de la chanteuse Nina Konsta qu'il épouse six ans plus tard.

## Chansons
- Abschiedsmelodie (pour Connie Francis), 1964
- Amateur d'Amour (pour Inge Brandenburg), 1962
- Ananas aus Caracas (pour Vico Torriani), 1957
- Andrea (pour Die Montecarlos), 1956
- Auf Cuba sind die Mädchen braun (pour Jimmy Makulis), 1956
- Das Feuer der Liebe (pour Mina), 1963
- Die letzte Rose der Prärie (pour Martin Lauer), 1962
- Die weiße Möwe (pour Ines Taddio), 1961
- Ein kleiner Bär mit großen Ohren, 1947
- Eine einzige Stunde mit Dir (pour Bully Buhlan), 1955
- Flohmarkt-Melodie (pour Corry Brokken), 1963
- Geh nicht an mir vorbei (pour Illo Schieder), 1956
- Genau wie du (pour James Brothers), 1959
- Goodbye, Mama (pour Connie Francis), 1966
- Ich will nicht wissen (pour Peter Kraus), 1957
- Immer und überall (pour Connie Francis), 1961
- Jedes Boot hat seinen Hafen (pour Connie Francis), 1963
- Jimmy, Jonny, Josefin' (pour Fred Kinglee & die King-Kols), 1949
- Kiss me Annabell (pour Ted Herold),1961
- Kitty Cat (pour Peter Kraus), 1959
- Kleines Herz zu vermieten (pour Evelyn Künneke), 1950
- Komm zu mir, Joe (pour Connie Francis), 1965
- Linda (Ein Haus in den Rockys) (pour Gus Backus), 1962
- Mein Schiff heißt "Heimweh" (pour Lolita), 1960
- Mein zweites Ich (pour Dany Mann), 1959
- Modell 1910 (pour Honey Twins), 1959
- Oh, I like it (pour Connie Francis und Peter Kraus), 1961
- Onkel Satchmo's Lullaby (pour Louis Armstrong et Gabriele), 1959
- Rendezvous im Mondenschein (pour Ted Herold), 1961
- Rhythmus 1920 (pour Siw Malmkvist), 1963
- Sauerkraut-Polka (pour Gus Backus), 1961
- Siebenmal in der Woche (pour Vico Torriani), 1957
- Traummusik (pour Lolita), 1962
- Vielleicht geschieht ein Wunder (pour Carmela Corren), (chef d'orchestre de l'Autriche au Concours Eurovision de la chanson 1963)
- Weil ich so sexy bin (pour Trude Herr), 1961

## Filmographie partielle
- 1953 : Ein tolles Früchtchen
- 1954 : Le destructeur
- 1955 : La Fin d'Hitler
- 1955 : Sa fille Pierre
- 1956 : Liane la sauvageonne
- 1956 : Der Fremdenführer von Lissabon (de)
- 1957 : Violence sous les tropiques
- 1957 : Siebenmal in der Woche (de)
- 1957 : Der kühne Schwimmer
- 1957 : Le Troisième Sexe
- 1957 : Liane, die weiße Sklavin
- 1958 : Impudeur (de)
- 1958 : Kleine Leute mal ganz groß (de)
- 1958 : Der Stern von Santa Clara (de)
- 1959 : Alle lieben Peter (de)
- 1959 : La Paloma
- 1959 : Peter Voss – der Held des Tages (de)
- 1959 : Alle lieben Peter (de)
- 1960 : Cambriolage en musique
- 1960 : Une nuit à Monte Carlo
- 1961 : Isola Bella (de)
- 1961 : Unsere tollen Tanten
- 1963 : Unsere tollen Nichten
- 1963 : Die fünfte Kolonne (de) (Série TV)
- 1964 : Unsere tollen Tanten in der Südsee
- 1964 : Le Ranch de la vengeance
- 1964 : La Chevauchée vers Santa Cruz
- 1964 : Fanny Hill (en)
- 1964 : Marika, un super show
- 1965 : Les Mercenaires du Rio Grande
- 1965 : Belles d'un soir
- 1965 : Die Pyramide des Sonnengottes
- 1966 : Maigret fait mouche
- 1966 : Mission Stardust
- 1967 : Das Rasthaus der grausamen Puppen
- 1967 : Les Violences de la nuit
- 1967 : Couchés dans le foin...
- 1968 : Nuits blanches à Hambourg
- 1968 : Le Médecin de Hambourg
- 1969 : Das Go-Go-Girl vom Blow-Up (de)
- 1970 : Hôtel du vice
- 1970 : Das kann doch unsren Willi nicht erschüttern (de)
- 1971 : Un prêtre pas comme les autres
- 1971 : Jeunes filles chez le gynécologue (de)
- 1971 : Die tollen Tanten schlagen zu (de)
- 1971 : Zwanzig Mädchen und die Pauker: Heute steht die Penne kopf (de)
- 1971 : Die Kompanie der Knallköppe (de)
- 1987 : Johann Strauss, le roi sans couronne